# Boreodromia bicolor
Boreodromia bicolor är en tvåvingeart som beskrevs av Friedrich Hermann Loew 1863. Boreodromia bicolor ingår i släktet Boreodromia och familjen Brachystomatidae. Inga underarter finns listade i Catalogue of Life.